# Chauffour-sur-Vell
Chauffour-sur-Vell (okzitanisch Chauç Forn) ist eine französische Gemeinde im Département Corrèze in der Region Nouvelle-Aquitaine am westlichen Rand des Zentralmassivs. Sie gehört zum Arrondissement  Brive-la-Gaillarde und zum Kanton Midi Corrézien. Die Einwohner nennen sich Chauffourmais(es).

## Geografie
Tulle, die Präfektur des Départements, liegt ungefähr 42 Kilometer nördlich, Brive-la-Gaillarde etwa 25 Kilometer  nordwestlich und Beaulieu-sur-Dordogne rund 25 Kilometer südöstlich.
Nachbargemeinden von Chauffour-sur-Vell sind Meyssac im Norden, Saint-Julien-Maumont im Nordosten, Branceilles im Osten, Les Quatre-Routes-du-Lot im Süden, Saillac im Westen sowie Collonges-la-Rouge im Nordwesten.

### Verkehrsanbindung
Die Anschlussstelle 53 zur Autoroute A20 liegt etwa 22 Kilometer nordwestlich.

## Wappen
Blasonierung: Gespalten, rechts auf Blau mittig ein silberner Pfahl, rechts und links davon je eine silberne Büste. Links auf Blau sechs waagerechte goldene schmale Balken.

## Bevölkerungsentwicklung
| Jahr      | 1962 | 1968 | 1975 | 1982 | 1990 | 1999 | 2006 | 2017 |
| Einwohner | 300  | 287  | 297  | 289  | 325  | 320  | 358  | 419  |